# Дали (озеро)
Дали — пресное проточное озеро в левобережье нижнего течения реки Амур на юге Ульчского района Хабаровского края России, расположено к северо-востоку от озера Черемшаное.
Озеро Дали находится на высоте 8,2 м над уровнем моря, имеет удлинённую вытянутую форму, береговая линия умеренно изрезана узкими заливами в устьях впадающих рек и ручьёв. Общая длина от северо-западной до южной оконечности составляет около 6,9 км, ширина в центральной части не превышает 2,2 км. Площадь составляет 10,8 км². Площадь водосборного бассейна — 347 км². На юго-востоке соединяется с низовьем реки Лимури двумя протоками: Дали и Перекоп. В озеро впадает несколько ручьёв (Муравьиный, Изюбриный, Первый и др.), а также река Дали на севере. Берега озера низкие, в значительной степени заболочены. На севере и северо-западе возвышаются две невысокие сопки: Круглая (159,0 м) и Муравьиная (326,4 м), покрытые лиственнично-берёзовым лесом. Острова отсутствуют.
Код водного объекта в государственном водном реестре — 20030900211118100001363.